# Агаїт
Агаїт — дуже рідкісний мінерал, описаний за єдиним зразком; класифікований як телурат. Названий за місцем знаходження (рудник «Ага» /англ. Aga mine/, який, в свою чергу, названий на честь А. Г. Ендрюса /англ. A. G. Andrews/, одного з двох розробників родовища).

## Особливості
Агаїт — мінерал з хімічною формулою Pb3CuTeO5(OH)2(CO3), синього кольору.
Новий мінерал відомий лише за єдиним зразком, знайденим на руднику Aga на горі Отто, округ Сан-Бернардіно, Каліфорнія, США. Знайдений на кварці в асоціації з церуситом, хлораргіритом з високим вмістом Br, хризоколою, гетитом, кхінітом, марккуперитом, мусковітом, фосфогедіфаном, тімросеїтом і вульфенітом.